# Robert Louis Dressler
Robert Louis Dressler (Condado de Taney, 2 de junho de 1927 – 15 de outubro de 2019) foi um botânico e professor estadunidense, especializado em orquídeas.
Em 1951 obteve seu bacharelato na Universidade do Sul da Califórnia, e em 1957 seu Ph.D. na Universidade Harvard.
Foi pesquisador e curador no Missouri Botanical Garden e professor na Universidade da Flórida.

## Algumas publicações
- 1996. The Encyclia pygmaea complex, with a new Central American species, Encyclia racemifera. Lindleyana 11: 37-40
- 1993. Field Guide to the Orchids of Costa Rica & Panama. Cornell University Press
- 1990. Acrorchis, a new genus from the mountains of Panama & Costa Rica. Orquidea (Mex.) 12: 11-17
- 1984. Palmorchis en Panama, una nueva especie donde menos se le esperaba. Orquidea (Mex.) 9: 213-230
- 1983. Classificação das orquídeas e sua origem provável. Telopea 2: 413-424
- 1981. The Orchids: Natural History & Classification. Harvard University Press
- 1979. Salpistele, a new genus of Pleurothallidinae. Orquideologia 14: 3-17.